# Kahāb
Kahāb (persiska: قَهاب, كهاب, قُهاب, كَخَب, Qahāb) är en ort i Iran.   Den ligger i provinsen Zanjan, i den nordvästra delen av landet, 300 km väster om huvudstaden Teheran. Kahāb ligger 1 308 meter över havet och antalet invånare är 219.
Terrängen runt Kahāb är varierad. Kahāb ligger nere i en dal.Runt Kahāb är det ganska glesbefolkat, med 47 invånare per kvadratkilometer. Närmaste större samhälle är Gomeshābād, 9,8 km väster om Kahāb. Trakten runt Kahāb består i huvudsak av gräsmarker.